# SGS Essen
El SGS Essen és un club femení de futbol conegut especialment per la seva secció femenina, que juga des de la Bundesliga des de la temporada 2004/05, on ha sigut cinquè en quatre ocasions. El seu major èxit és un subcampionat de Copa, a la temporada 2013/14.

## Històric
|               | 80/81 | 81/82 | 82/83 | 83/84 | 84/85 | 85/86 | 86/87 | 87/88 | 88/89 | 89/90 | 90/91 | 91/92 | 92/93 | 93/94 | 94/95 | 95/96 | 96/97 | 97/98 | 08/99 | 99/00 |
| ------------- | ----- | ----- | ----- | ----- | ----- | ----- | ----- | ----- | ----- | ----- | ----- | ----- | ----- | ----- | ----- | ----- | ----- | ----- | ----- | ----- |
| Bundesliga    |       |       |       |       |       |       |       |       |       |       |       |       |       |       |       |       |       |       |       |       |
| 2. Bundesliga |       |       |       |       |       |       |       |       |       |       |       |       |       |       |       |       | 13    |       |       | 2     |
| 3a Divisió    |       |       |       |       |       |       |       |       |       |       |       |       | 5     | 8     | 6     | 1     |       | 3     | 1     |       |
| 4a Divisió    |       |       |       |       |       |       |       |       |       |       | 7     | 2     |       |       |       |       |       |       |       |       |
|               | 00/01 | 01/02 | 02/03 | 03/04 | 04/05 | 05/06 | 06/07 | 07/08 | 08/09 | 09/10 | 10/11 | 11/12 | 12/13 | 13/14 | 14/15 | 15/16 | 16/17 | 17/18 | 18/19 | 19/20 |
| Bundesliga    |       |       |       |       | 10    | 6     | 6     | 7     | 5     | 10    | 9     | 5     | 6     | 6     | 5     | 5     |       |       |       |       |
| 2. Bundesliga | 2     | 6     | 10    | 1     |       |       |       |       |       |       |       |       |       |       |       |       |       |       |       |       |